# Championnat du Burundi de football 2012-2013
Navigation
Saison précédente Saison suivante
La saison 2012-2013 du Championnat du Burundi de football est la cinquantième édition de la Ligue A, le championnat de première division au Burundi. Les douze meilleures équipes du pays sont regroupées au sein d’une poule unique où ils s’affrontent deux fois au cours de la saison, à domicile et à l’extérieur. En fin de saison, afin de permettre l'expansion du championnat à 14 équipes, il n'y a aucun club relégué et les deux meilleurs clubs de deuxième division (le champion de la zone de Bujumbura et le champion de l'Intérieur) sont promus.
C'est le club de Flambeau de l’Est qui est sacré cette saison après avoir terminé en tête du classement final, avec quatre points d’avance sur l'Atlético Olympic et LLB Académic. Il s’agit du tout premier titre de champion du Burundi de l’histoire du club. Ce titre est historique puisque c'est la première fois qu'un club situé hors de la capitale, Bujumbura, est sacré.

## Qualifications continentales
Le champion du Burundi se qualifie pour la Ligue des champions de la CAF 2014 tandis que le vainqueur de la coupe nationale (ou le vice-champion si la Coupe n'est pas organisée) obtient son billet pour la Coupe de la confédération 2014.

## Les clubs participants
| - Vital’O FC - InterStar - Atlético Olympic - LLB Académic - Académie Tchité FC - Le Messager FC Ngozi - Promu de D2 | - Muzinga FC - Espoir de Gatumba - Flamengo de Ngagara - Prince Louis FC - Promu de D2 - Flambeau de l’Est - Royal FC de Muramvya |

## Compétition
Le barème utilisé pour établir le classement est le suivant :
- Victoire : 3 points
- Match nul : 1 point
- Défaite : 0 point

### Classement
| Rang | Équipe                | Pts | J  | G  | N | P  | Bp | Bc | Diff |
| ---- | --------------------- | --- | -- | -- | - | -- | -- | -- | ---- |
| 1    | Flambeau de l’Est     | 47  | 22 | 13 | 8 | 1  | 31 | 8  | +23  |
| 2    | Atlético Olympic      | 43  | 22 | 13 | 4 | 5  | 41 | 19 | +22  |
| 3    | LLB Académic          | 43  | 22 | 12 | 7 | 3  | 36 | 18 | +18  |
| 4    | Vital’O FCT CK        | 42  | 22 | 13 | 3 | 6  | 46 | 22 | +24  |
| 5    | Le Messager FC NgoziP | 31  | 22 | 8  | 7 | 7  | 26 | 25 | +1   |
| 6    | Muzinga FC            | 30  | 22 | 9  | 3 | 10 | 30 | 29 | +1   |
| 7    | InterStar             | 30  | 22 | 8  | 6 | 8  | 29 | 28 | +1   |
| 8    | Royal FC de Muramvya  | 29  | 22 | 7  | 8 | 7  | 22 | 23 | -1   |
| 9    | Académie Tchité FCC   | 27  | 22 | 7  | 6 | 9  | 19 | 30 | -11  |
| 10   | Prince Louis FCP      | 22  | 22 | 7  | 1 | 14 | 20 | 40 | -20  |
| 11   | Espoir de Gatumba     | 17  | 22 | 5  | 2 | 15 | 24 | 41 | -17  |
| 12   | Flamengo de Ngagara   | 6   | 22 | 1  | 3 | 18 | 6  | 47 | -41  |

|  | Qualification pour la Ligue des champions de la CAF 2014                                                                   |
|  | Qualification pour la Coupe de la confédération 2014                                                                       |
|  | Qualification pour la Coupe Kagame inter-club 2014                                                                         |
|  | T : Tenant du titre C : Vainqueur de la Coupe du Burundi CK : Vainqueur de la Coupe Kagame inter-club 2013 P : Promu de D2 |

## Bilan de la saison
| Championnat du Burundi de football 2012-2013 |                               |
| Champion                                     | Flambeau de l’Est (1er titre) |
| Coupes et trophées                           |                               |
| Vainqueur de la Coupe du Burundi 2012-2013   | Académie Tchité FC            |
| Qualifications continentales                 |                               |
| Ligue des champions de la CAF 2014           | Flambeau de l’Est             |
| Coupe de la confédération 2014               | Académie Tchité FC            |
| Coupe Kagame inter-club 2014                 | Vital’O FC (tenant du titre)  |
| Coupe Kagame inter-club 2014                 | Atlético Olympic              |
| Promotions et relégations                    |                               |
| Promus en Ligue A                            | Les Guêpiers du Lac FC        |
| Promus en Ligue A                            | Volontaires FC                |
| Relégués en Ligue B                          | Aucun                         |